# Josep Maria Pladevall i Fontanet
Josep Maria Pladevall i Fontanet (Sabadell, 21 de mayo de 1956) es un profesor de flauta dulce y compositor español.

## Biografía
Estudió en el Conservatorio Superior Municipal de Música de Barcelona –con J. Poch, Manuel Oltra, J. Soler y C. Guinovart– e realizó los estudios superiores de flauta de pico con Romà Escalas y con Marijke Miessen. Ha cantado en el Cor Madrigal –bajo la dirección de Manuel Cabero– y en la Coral Belles Arts de Sabadell –con Lluís Vila de director–. Como flautista, ha tocado con los grupos Cuarteto de Pico Frullato y Pico a Cuatro, con los que ha trabajado la música del siglo XX escrita especialmente para cuarteto de flautas de pico. Ha escrito más de una cincuentena de piezas musicales y ha ganado varios premios de composición. Desde 1985 es miembro de la Asociación Catalana de Compositores. Ha publicado libros de carácter didáctico para la flauta de pico. Es profesor de flauta dulce en el Conservatorio Profesional y Escuela de Música de Sabadell.